# District de Cochrane
Le district de Cochrane est un district et une division de recensement du Nord-Est de l'Ontario. Il a été créé en 1921 à partir de parties du district de Timiskaming et du district de Thunder Bay.
En 2006, la population était de 82 503 habitants, dont 47 % ont pour langue maternelle le français. Sa superficie est de 141 247,3 km2 (54 522 mi2), légèrement plus petit que l'État du Michigan. Il est le deuxième plus grand district de l'Ontario, après le district de Kenora. Le centre administratif est à Cochrane.

## Municipalités et autres territoires

### Ville (City)
- Timmins

### Villes (Towns)
- Cochrane
- Hearst
- Iroquois Falls
- Kapuskasing
- Moosonee
- Smooth Rock Falls

### Cantons (Townships)
- Black River-Matheson
- Fauquier-Strickland
- Mattice-Val Côté
- Moonbeam
- Opasatika
- Val Rita-Harty

### Réserves indiennes
- Abitibi 70
- Constance Lake 92
- Factory Island 1
- Flying Post 73
- Fort Albany 67
- Moose Factory 68
- New Post 69
- New Post 69A

### Territoires non organisés
- Cochrane Nord
- Cochrane Sud-Est
- Cochrane Sud-Ouest

## Démographie

### Langues
En 2006, près de 47 % de la population avait le français pour langue maternelle contre presque 45 % pour l'anglais.